# Projekt 12061
Projekt 12061, mit dem Decknamen „Murena“ (russisch „Мурена“; NATO-Bezeichnung: Tsaplya-Klasse), ist eine Klasse von Luftkissen-Landungsbooten der Sowjetischen Marine, die im Kalten Krieg als vergrößerte Ausführung von Projekt 1206 entwickelt wurde.

## Aufbau

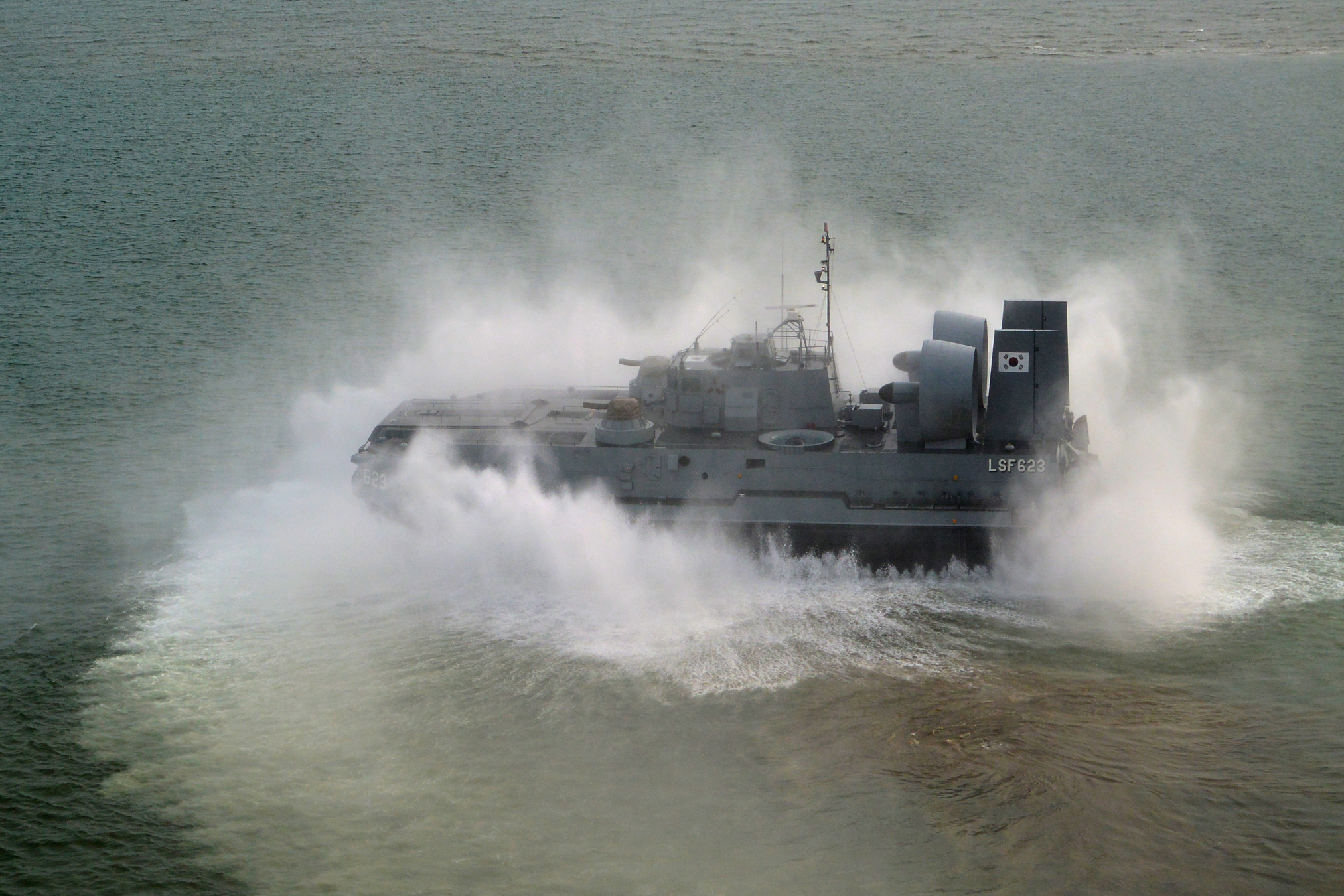
Projekt 12061E, 2012, der Einlass für den Hubpropeller an Backbord ist neben dem Brückaufbau zu erkennen.

Projekt 12061 verfügt, wie die Vorgängerklasse, über ein durchgängiges Transportdeck, das sich fast über die gesamte Schiffslänge, entlang der zentralen Längsachse, erstreckt und über eine breite Bugrampe auch mit Fahrzeugen erreicht oder verlassen werden kann. Die Hubpropeller sind in der Fahrzeugmitte an der Backbord und Steuerbordseite montiert; für die Vorwärtsbewegung sind zwei Propeller mit nachgelagerten Steuerrudern achtern auf dem Dach des Aufbaus installiert.
Auf der Oberseite des Aufbaus, in der Fahrzeugmitte, befindet sich bei Projekt 12061 ein großer Brückenaufbau, der sich über zwei Etagen erstreckt. Vor dem Steuerstand sind auf dem Wetterdeck zwei kleine Türme mit AK-306 30-mm-Maschinenkanonen installiert, je einer an Back- und Steuerbord.

## Einheiten
Acht Fahrzeuge des Projekts 12601 und drei Boote des Projekts 12601E wurden von der Werft in Chabarowsk zwischen 1985 und 2006 gebaut. Die Fahrzeuge erhielten keine Namen, sondern Nummern, und das Präfix „D“ (russisch „д“).
Die drei Murena-E-Einheiten wurden später als Teil eines Kompensationsgeschäftes 2006 an Südkorea abgegeben, um dort mit anderen Rüstungsgütern gegen eine Reduzierung der Schulden der Russischen Föderation bei Südkorea getauscht zu werden. Dort werden sie als Solgae 621-Klasse betrieben.